# Schlägel

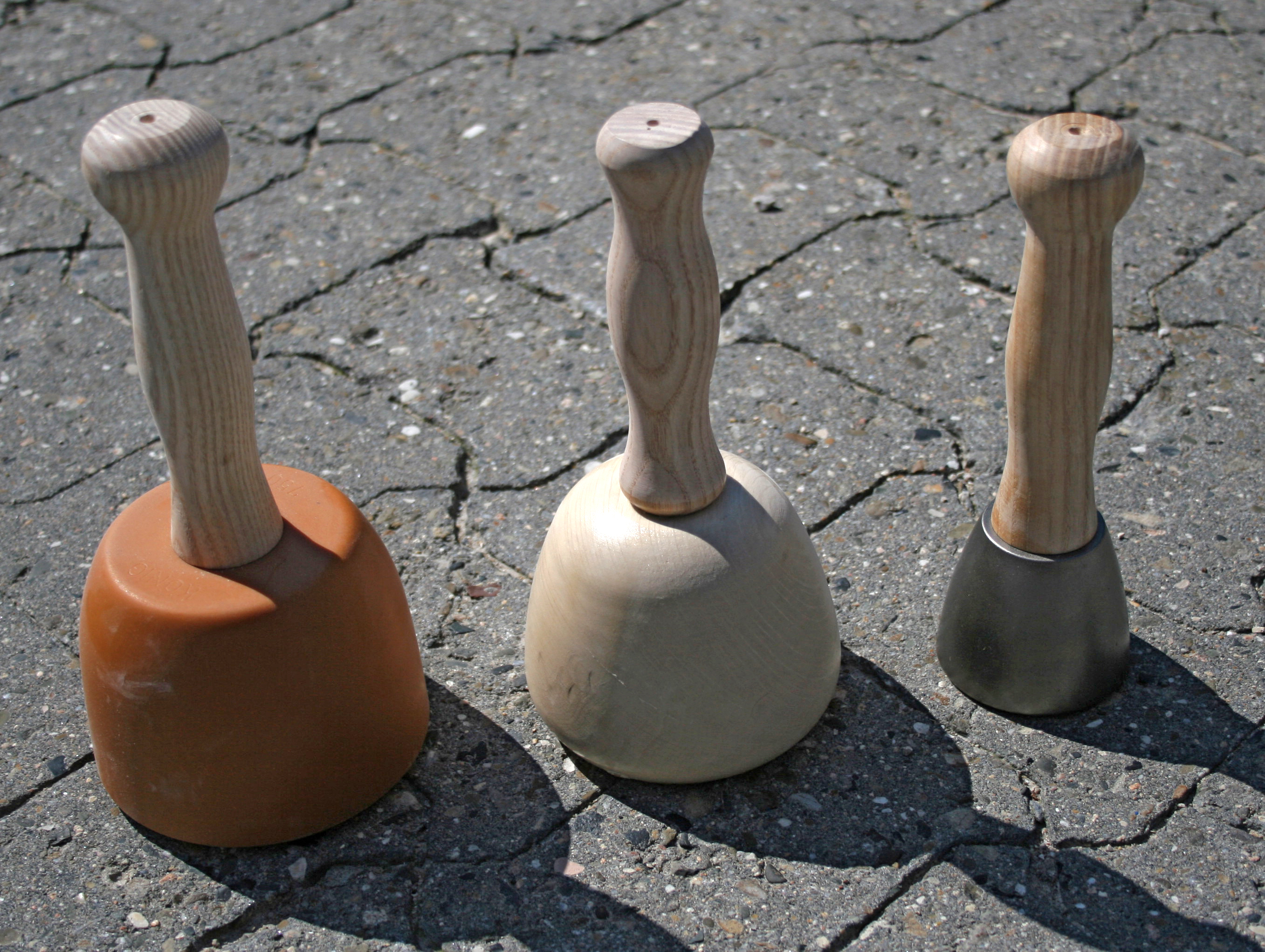
Schlägel in der Bildhauerei

Ein Schlägel, früher Schlegel, ist ein Gerät oder Werkzeug zum Schlagen.

## Wortherkunft
Schlägel und Schlegel leiten sich von althochdeutsch slegil ‚Werkzeug zum Schlagen‘ über mittelhochdeutsch slegel ab. Der Begriff steht in Bedeutungsverwandtschaft zu Flegel, aber auch zu Keule. Die Reform der deutschen Rechtschreibung von 1996 legte die Schreibweise auf Schlägel fest, weil der Wortstamm schlagen ist (im Gegensatz zum Hähnchenschlegel).

## Werkzeuge

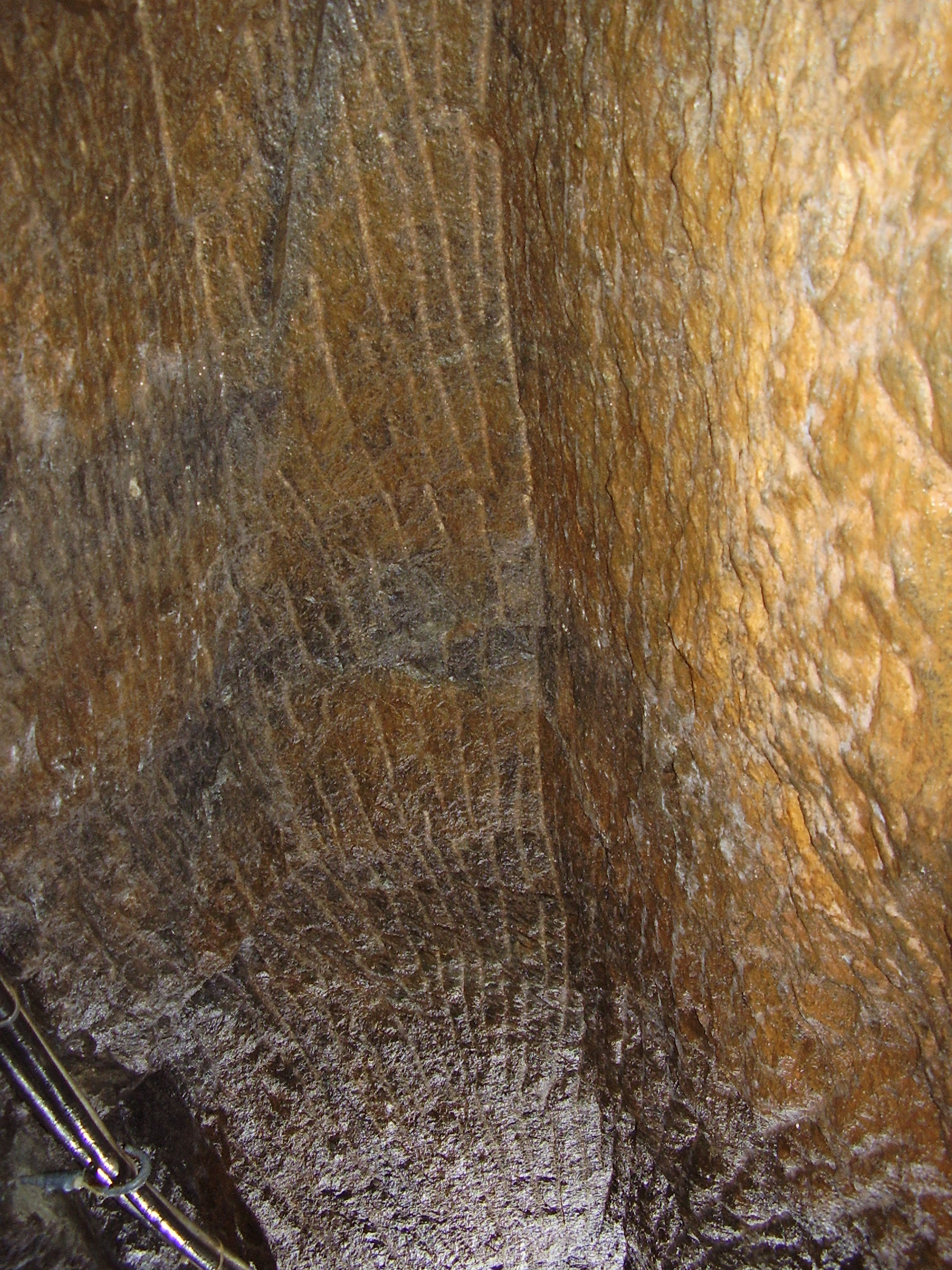
Geschlägelte Firste mit Prunen

Schlägel steht konkret für mehrere Handwerkzeuge. So für den keulenförmigen Holzhammer, der in der Bildhauerei für das Schnitzen üblich ist und der auch als Knüpfel (Klöppel) bezeichnet wird. Auch ein Schlaghammer (mit viereckigem Querschnitt und hölzernem Stiel) im Bergbau, wie der Fäustel (Fausthammer) trägt diese Bezeichnung (siehe dazu auch Schlägel und Eisen). Entsprechend der bergmännischen Terminologie gehören Schlägel und Eisen zum Gezähe des Bergmanns.
Auch aus anderen Handwerksberufen ist dieser Name für Spezialhämmer überliefert, wie etwa für Dreschflegel-ähnliche Geräte zum Brechen des Flachses. Eine Spaltaxt, also eine Axt mit schwerem, breitem – hammerförmigem – Kopf, nennt man Schlegelhacke oder auch Mösel.

## Weitere Wortverwendung
- Als „Schlegel“ wird in landwirtschaftlichen Kreisen der Schlegelmulcher bezeichnet. Das ist eine Landmaschine zum Anbau an Traktoren (Front- oder Heckanbau möglich), die für das Zerkleinern von krautigem Aufwuchs – meist von Brachen – verwendet wird.
- Beim Fassanstich wird ein Schlägel zum Eintrieb des Zapfhahns in das Fass verwendet.
- Mittelalterlich steht Schlägel auch für einen Streitkolben – im Unterschied zur Keule ist dieser nicht aus Holz, sondern metallen und schwer.[8]
- Außerdem ist Schlägel, lat. plectrum, in der Musik der schlagende Teil eines Schlaginstruments (Trommelschlägel).[9]
- In der Heraldik.
- Des Weiteren findet sich der Name auch für brettartige Schläger bei historischen Ballspielen.[10]